# Endiandra solomonensis
Endiandra solomonensis är en lagerväxtart som beskrevs av C. K. Allen. Endiandra solomonensis ingår i släktet Endiandra och familjen lagerväxter. Inga underarter finns listade i Catalogue of Life.